# Дурбах, Николай Никитич
Николай Никитич Дурбах (Никогос Мкртичевич Дурбахян, 1858—1924) — русский архитектор; городской архитектор Ростова-на-Дону.

## Биография
Родился в 1858 году (по другим данным в 1857 году) в мещанской семье, его отец занимался торговлей. По одним данным он родился в Нахичевани, по другим — в станице Елизаветинской, откуда через год семья переехала в Нахичевань. Армянин по национальности.
В Нахичевани Николай получил общее среднее и начальное художественное образование, после чего в 1876 году поступил в Санкт-Петербургскую Императорскую Академию художеств. Первоначально учился за счет средств города, но скоро продолжил учёбу, зарабатывая на неё своим трудом. Из-за нехватки средств из студентов он перешёл в вольные слушатели. В феврале 1886 года окончил академию с дипломом «неклассного художника с правом производить постройки».
После учёбы вернулся домой. С 1886 по 1889 годы занимался постройкой жилых домов и зданий в Нахичевани, Ростове-на-Дону, Азове и Мариуполе. 12 марта 1889 года Николай Дурбах подал прошение в Городскую управу, в котором просил назначить его на должность Нахичеванского городского архитектора. 5 апреля этого же года он стал исполнять должность Городского архитектора с испытательным сроком в один год. По истечении этого срока Дурбах был подтверждён Городским архитектором, но уже бессрочно.
Николай Дурбах начал свою длительную и активную деятельность на посту архитектора города, следуя планировочным принципам, заложенным первым планом города (1781 год). В 1894 году в его жизни произошло важное событие — он познакомился с прибывшим в Ростов с первым эскизом проекта здания Городской думы и Управы на Большой Садовой улице профессором Академии художеств — архитектором А. Н. Померанцевым. Эта встречи и обмен мнениями повлияли на творческие планы обоих архитекторов по развитию города.
Наряду с производственной деятельностью, Н. Н. Дурбах занимался общественной. 12 марта 1897 года в избирательном Собрании Нахичеванского городского общества он был избран гласным Нахичеванской Городской думы на четырёхлетний срок (1897—1901). Всего по 1917 год он пять раз избирался гласным Нахичеванской городской Думы. 27 ноября 1898 года уже на собрании Городской думы был избран членом в Городское по Квартирному налогу Присутствие на 1899 год, впоследствии избиравшись на эту должность по 1912 год. 26 января 1900 года Дурбах был избран членом Попечительного Совета Нахичеванского ремесленного училища на три года (1900—1903). Чин коллежского регистратора Н. Н. Дурбах получил в 1902 году. Следующий чин коллежского секретаря — в 1905 году.
В 1913 году Николай Никитич оставил должность Городского архитектора, проработав в ней двадцать пять лет. Он отошёл от общественных дел, отношения с женой привели к разрыву их семейной жизни. Начавшаяся вскоре Гражданская война в России нарушила его жизненный уклад и возможность творчества. В начале 1920-х годов у него начались проблемы со здоровьем — болезни неотступно следовали за ним.
Умер 23 сентября 1924 года в Ростове-на-Дону. Был похоронен на Армянском кладбище города.
За свою блестящую службу Н. Н. Дурбах был удостоен орденов Святого Святослава 4-й степени (1904 год) и Святой Анны 3-й степени (1911 год).
Могила Николая Никитича Дурбаха долгое время находилась в запущенном состоянии, но несколько лет назад была приведена в надлежащий вид, и на ней был установлен памятник. В декабре 1999 года памяти выдающегося архитектора на здании Ростовского областного академического молодёжного театра (бывший Нахичеванский городской театр) были открыты мемориальные доски.
- Памятные доски

## Работы
Среди множества работ архитектора особенно известны:
- Гостиница «Московская»
- Городской Нахичеванский театр
- Здание Екатерининской женской гимназии
- Здание мужской гимназии
- Здание городского училища
- Александровская колонна в одноимённом саду (ныне парк имени Вити Черевичкина)
- Бульварная площадь (ныне площадь Свободы)
- Екатерининская площадь (площадь Маркса)
- Доходные дома и особняки